# Maltherapie

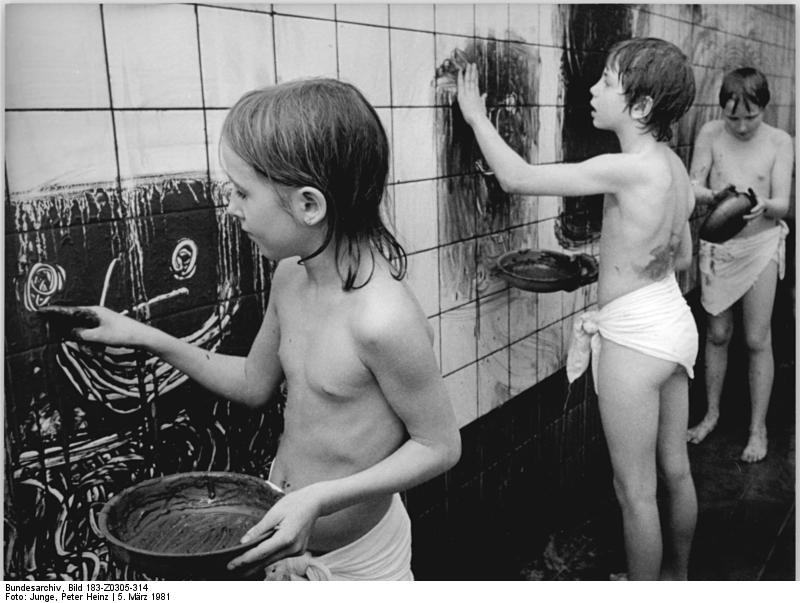
Kinder bei der Maltherapie in der Charité Berlin, 1981

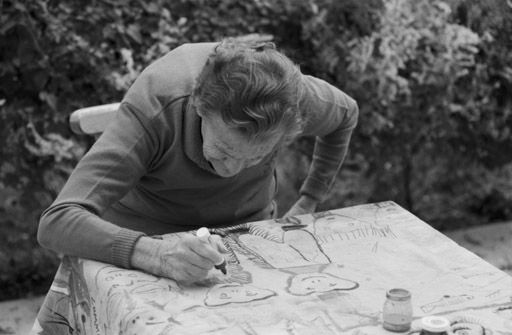
Seniorin bei der Maltherapie in einem Altenheim in München, 1990

Der Begriff Maltherapie wird sowohl für gestaltungstherapeutische und tiefenpsychologische oder anthroposophische Verfahren der Kunsttherapie verwandt. Sie beruhen auf unterschiedlichen theoretischen Voraussetzungen und sind mit verschiedenen Methoden der Kunsttherapie verbunden. Dabei stehen entweder die symbolische Bedeutung und Wirkung der Darstellungen oder die unmittelbare Wirkung der Farbe auf den Patienten und der Malprozess selbst im Vordergrund.

## Verfahren

### Tiefenpsychologische Verfahren
In tiefenpsychologischen Ansätzen der Maltherapie können die gemalten Bilder Ausgangspunkt eines therapeutischen Gesprächs sein. Die Maltherapie ist dann ein zweistufiges Therapieverfahren, das das Malen und das Gespräch über das entstandene Bild umfasst. Die entstandenen Bilder gelten als Visualisierungen von Unbewusstem, das sich in symbolischen Darstellungen manifestiert, die als Archetypen, also „Urbilder“ der menschlichen Seele, gedeutet werden können. Theoretisch basieren tiefenpsychologische Ansätze der Maltherapie auf der analytischen Psychologie von Carl Gustav Jung, der von einem Zusammenhang zwischen Psyche und gestaltetem Ausdruck ausgeht. Die Bildinterpretation bietet einen methodischen Zugang zur Deutung der gemalten Bilder.
Die therapeutische Wirkung tiefenpsychologischer Ansätze der Maltherapie wird nicht nur dem analytischen Gespräch, sondern auch dem Gestaltungsprozess selbst als Möglichkeit der Selbstgestaltung zugeschrieben. Nach Ingrid Riedel, auf die entsprechende Ansätze zurückgehen, arbeitet der Gestaltende in der Maltherapie beim „Malen direkt an seiner Selbstgestaltung, seiner Selbstheilung und seiner Individuation“.

### Anthroposophische Verfahren
In der anthroposophischen Maltherapie stehen der Prozess des Malens und die Wirkung der Farben im Vordergrund. Die ersten Impulse für eine anthroposophische Maltherapie gingen seit den 1930er Jahren von Liane Collot d’Herbois aus, die mit Margarethe Hauschka in einer anthroposophischen Klinik in Arlesheim die künstlerischen Therapien auf anthroposophischer Grundlage entwickelte. Sie betrachtete Farben als Wesenheiten, die zwischen den Polen von Licht und Finsternis entstehen und an der leiblichen und seelischen Konstitution des Menschen mitwirken. In der anthroposophischen Maltherapie wird vorwiegend mit Aquarell- oder Pflanzenfarben gemalt, durch die „der Malende wie bei keiner anderen Maltechnik eintauchen kann in den Malvorgang“ und die Wirkung der verschiedenen Farben erleben kann. Sie bezieht sich dabei auf die Farbenlehre von Goethe, der die Entstehung der Farben aus der Polarität von Licht (Gelb) und Finsternis (Blau) als „Urphänomen“ ableitet. Hier haben nach seiner Auffassung die psychologischen Wirkungen der Farben ihre Grundlage, die er als „sinnlich-sittliche Wirkung der Farben“ bezeichnet. Auf die Farbenlehre Goethes und die sich darauf beziehende anthroposophische Theoriebildung Rudolf Steiners geht die von Rose Maria Pütz entwickelte Methode der „Farbmeditation“ zurück. Dabei gibt sich der Gestaltende der Wirkung einer Farbe hin, indem er sie in transparenten Lagen übereinander schichtet und langsam entstehen lässt.